# Prélude à la guerre
Série Pourquoi nous combattons
Les nazis attaquent (en)
(1943)
Pour plus de détails, voir Fiche technique et Distribution.
Prélude à la guerre (titre original : Prelude to War) est un film documentaire américain réalisé par Frank Capra et Anatole Litvak, sorti en 1942. Il s'agit du premier film réalisé pour la série de films de propagande Pourquoi nous combattons (Why We Fight), commandée par l'Office d'information de guerre (US Office of War Information, OWI) et le général George C. Marshall.
Il est réalisé pour convaincre les troupes américaines de la nécessité de lutter contre les puissances de l'Axe pendant la Seconde Guerre mondiale. Le film est fondé sur l'idée que les soldats seront plus disposés et capables de combattre l'ennemi s'ils connaissent la raison de l'engagement de leur pays à la guerre. Le film sort ensuite en Amérique afin d'impliquer les citoyens dans l'effort de guerre.

## Synopsis
Dès le générique, le Ministre de la guerre américain, Henry L. Stimson, joue la confiance : « Le but de ces films est de donner des informations factuelles sur les causes et sur les événements qui ont conduit à notre entrée en guerre et les principes pour lesquels nous nous battons. » Ensuite le narrateur pose la question du titre, « Pourquoi combattons-nous ? », avec pédagogie. Est-ce parce que les forces nazies ont envahi la France, la Belgique, la Pologne, la Tchécoslovaquie, l'Union soviétique, etc. et les forces japonaises la Chine? La réponse vient du Vice-président Henry A. Wallace : « C'est une bataille entre le monde libre et le monde des esclaves. » On voit alors apparaitre une animation : le monde libre est représenté par une planète illuminée, le monde des esclaves par une planète plongée dans l'ombre.

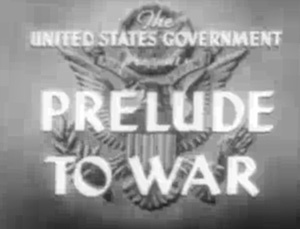
Carton de générique

Le film détaille alors les raisons qui font de l'Amérique le pays de la liberté : la fidélité aux principes d'égalité édictés par Moïse, Mahomet, Confucius, Jésus-Christ ; ainsi que l'histoire des luttes d'indépendance menées par Washington, Jefferson, Garibaldi, La Fayette, Lincoln, etc.
Le monde des esclaves, constitué par le Japon, l'Allemagne et l'Italie, est raconté comme étant le résultat de drames économiques (l’hyperinflation des années 1930 en particulier) et l'arrivée de politiciens sans scrupules. Mussolini, Hitler et Hirohito sont présentés ensemble, en un trio infernal pour conquérir le monde. Des scènes de foule sont montrées et les mots d'ordre ennemis dénoncés : « Duce ! », « Sieg Heil », « Banzaï ». L'inaction des parlements respectifs est expliquée, ainsi que celle du système judiciaire. Le rôle des milices secrètes est mis en avant. Un officier nazi (Schirach ?) sort son arme en reprenant une phrase tirée d'une pièce de Hans Johst : « Wenn ich das Wort Kultur höre, dann greife ich schon an meinen Revolver. » (« Quand j'entends le mot culture, je sors mon révolver. ») Les assassinats de leaders d’opposition sont mis en scène et représentés à l’écran, ainsi que la déchéance puis la persécution des communautés catholique, protestante et juive. Dans les écoles des trois pays de l’Axe, les enfants chantent les louanges du régime en place, dressés comme des enfants-soldats, défilant longuement, menaçants comme des adultes.

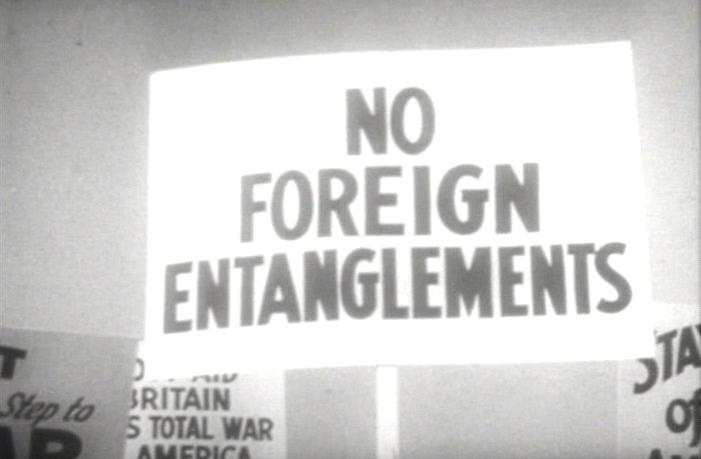
Image d'une pancarte dans une manifestation américaine isolationniste, disant : « Pas d'ingérence à l'étranger »

Le monde libre est présenté comme porteur d’une volonté de paix. En témoigne la Conférence de Washington de 1921, et certains traités signés par le Japon et l’Allemagne, qui réduisent la taille des armées des pays signataires (136 000 soldats pour les États-Unis). L’isolationnisme est mis en scène sous la forme d’un micro-trottoir, où différents citoyens soutiennent ou condamnent la possibilité d’une intervention américaine en Europe. Mais face à la crise économique, l’action démocratique et sociale de l’État américain est mise en avant : lois sur le salaire minimum et sur l’assurance-chômage, programme fédéral de grands travaux (routes, écoles, barrages)… La liberté religieuse est montrée (chœur d’enfants), tout autant que leur insouciance (mise en parallèle avec des images d’enfants enrégimentés dans les pays de l’Axe)…

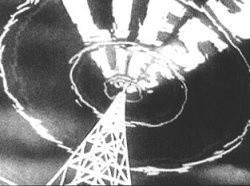
Animation illustrant la propagande ennemie. Les ondes radio sortant d'une antenne émettrice sont entrelacées par le mot « Mensonges »

Au Japon, en Italie ou en Allemagne, les discours bellicistes ou nostalgiques d’une grandeur passée fleurissent. L’Italie rêve à reconquérir les territoires de l’Empire romain passé. Le Japon place ses ambitions territoriales en Corée, en Chine, en Inde, pour une partie en Union soviétique, et ultimement aux États-Unis (des images surimposées de troupes japonaises défilant à Washington sont projetées). L’Allemagne enfin se voit dans toute l’Europe occidentale, puis au Moyen-Orient, puis dans toute l’Afrique… puis en Amérique du Sud et enfin en Amérique du Nord, dans un mouvement conjoint avec les Japonais. La propagande est dénoncée, avec des animations pour montrer l’action de la radio, ainsi que la politique nataliste. Le programme de réarmement, estimé à 80 milliards de dollars, est illustré.
« Le monde que nous combattons a commencé en 1931 », date à laquelle le Japon envahit la Corée et la Mandchourie chinoise. La vaine action de la Société des nations est présentée, et l’inaction internationale dénoncée. En 1932, les forces japonaises attaquent Shangai et la résistance des armées menées par Tchang Kaï-chek est mise en avant. Du côté des Italiens, on les voit à l’œuvre pour envahir l’Éthiopie, laissant la SDN à nouveau impuissante.
Enfin, une animation montre que les États-Unis sont séparés du Japon par 6 000 miles à l’ouest et de l’Europe par 3 500 miles à l’est, mais que les temps de transport réduisent les distances: on comptait en jours les transports maritimes, on compte en heures les transports aériens.
Hitler présenté comme le « 3e gangster » et la conclusion est dramatique : sur des images de désolation, on entend « Ce n’est pas juste une guerre, c’est une lutte à mort du citoyen lambda contre ceux qui veulent ramener le monde au temps de l’esclavage. Si nous la perdons, nous perdons tout, nos maisons, nos boulots auxquels nous voulons retourner, les livres que nous lisons, les plats que nous mangeons, les espoirs que nous avons pour nos enfants, nos enfants eux-mêmes, ils ne seront plus là même. Voilà l’enjeu. C’est nous ou eux. » Le film termine sur la lettre V (pour Victoire) affichée en surimpression sur la planète lumineuse du monde libre puis en surimpression d’une cloche sur laquelle le mot Liberté est gravé.

## Fiche technique
Des séquences tirées du film de propagande nazie Le triomphe de la volonté de Leni Riefenstahl sont utilisées, mais détournées de leur sens initial.

## Distribution
- Victor Bulwer-Lytton : lui-même (images d'archives) (comme Lord Lytton)
- Tchang Kaï-chek : lui-même (images d'archives) (comme général Chaing Kai-Shek)
- Walter Darré : lui-même (images d'archives) (comme Darré)
- Otto Dietrich : lui-même (images d'archives) (comme Dietrich)
- Hans Frank : lui-même (images d'archives) (comme Frank)
- Joseph Goebbels : lui-même (images d'archives) (comme docteur Goebbels)
- Hermann Göring : lui-même (images d'archives) (comme Goring)
- Rudolf Hess : lui-même (images d'archives) (comme Hess)
- Adolf Hitler : lui-même (images d'archives) (comme Hitler)
- Saburō Kurusu : lui-même (images d'archives) (comme Kurusu)
- Robert Ley : lui-même (images d'archives) (comme Ley)
- Yōsuke Matsuoka : lui-même (images d'archives)
- Frank McCoy : lui-même (images d'archives)
- Benito Mussolini : lui-même (images d'archives)
- Henry Pu-yi : lui-même (images d'archives)
- Fritz Reinhardt : lui-même (images d'archives) (comme Reinhardt)
- Alfred Rosenberg : lui-même (images d'archives) (comme docteur Alfred Rosenberg)
- Haile Selassie : lui-même (images d'archives) (comme empereur Haile Selassie)
- Henry L. Stimson : lui-même (images d'archives)
- Julius Streicher : lui-même (images d'archives)
- Fritz Todt : lui-même (images d'archives) (comme Todt)
- Isoroku Yamamoto : lui-même (images d'archives) (comme Admiral Yamamoto)
- Robert J. Anderson : un enfant donnant des pièces au fonds d'aide aux enfants japonais (non crédité)
- Pietro Badoglio : lui-même (images d'archives) (non crédité) (non confirmé)
- Aristide Briand : lui-même (images d'archives) (non crédité)
- Galeazzo Ciano : lui-même (images d'archives) (non crédité)
- Heinrich Himmler : lui-même (images d'archives) (non crédité)
- Hirohito : lui-même (images d'archives) (non crédité)
- Herbert Hoover : lui-même (images d'archives) (non crédité)
- Walter Huston : le narrateur (voix) (non crédité)
- Frank B. Kellogg : lui-même (images d'archives) (non crédité)
- Pierre Laval : lui-même (images d'archives) (non crédité)
- Erich Ludendorff : lui-même (images d'archives) (non crédité)
- Franklin D. Roosevelt : lui-même (images d'archives) (non crédité)
- Max Schmeling : German Paratrooper (images d'archives) (non crédité)
- Mamoru Shigemitsu : lui-même (images d'archives) (non crédité) (non confirmé)
- Paul von Hindenburg : lui-même (images d'archives) (non crédité)
- August von Mackensen : lui-même (images d'archives) (non crédité)
- Joachim von Ribbentrop : lui-même (images d'archives) (non crédité)
- Wendell Willkie : lui-même (images d'archives) (non crédité) non confirmé